# Сасомоларе (Болоња)
Сасомоларе (итал. Sassomolare) је насеље у Италији у округу Болоња, региону Емилија-Ромања.
Према процени из 2011. у насељу је живело 57 становника. Насеље се налази на надморској висини од 846 м.